# Шушаріна (Ірбітський міський округ)
Шуша́ріна (рос. Шушарина) — присілок у складі Ірбітського міського округу Свердловської області.
Населення — 19 осіб (2010, 22 у 2002).
Національний склад населення станом на 2002 рік: росіяни — 100 %.